# Хайнрих Дебели
Хайнрих Дебели (на немски: Heinrich der Fette; на латински: Henricus crassus = дебел също и богат, * ок. 1055, † пр. 10 април 1101) от род Нортхайми е граф от графство Нортхайм, от 1083 г. граф в Ритигау и в Айхсфелд и маркграф във Фризия.
Той е най-големият син на баварския херцог Ото Нортхаймски и съпругата му Рихенза Швабска от Верл (1020–1082), дъщеря на херцог Ото II от Швабия от фамилията на Ецоните и правнучка на император Ото II и на Теофано.
През 1083 г. той наследява баща си. През 1086 г. Хайнрих се жени за Гертруда от Брауншвайг (1060–1117) от фамилията Брунони, маркграфиня на Майсен, дъщеря на маркграф Екберт I († 1068), богата вдовица на граф Дитрих II от Катленбург († 1085). От графовете на господство Билщайн наследява части от долината на Вера. През 1093 г. той основава бенедиктанския манастир Бурсфелде.
Хайнрих първо подкрепя геген-крал Херман от Салм, с когото е сватосан. През 1086 г. той и братята му отиват на страната на Хайнрих IV.
През 1090 г. умира братът на съпругата му Гертруда, бездетният Екберт II, и тя наследява графство Фризия, което той получава през 1101 г. с помощта на императора.
Хайнрих загива в морето и е погребан на 10 април 1101 г. в манастир Бурсфелде.
Собственостите на Катленбургите и Бруноните са наследени от дъщеря му Рихенза Нортхаймска, която е омъжена за Лотар фон Сюплингенбург (император Лотар III), от Велфите.
След смъртта на Хайнрих Гертруда се омъжва за трети път за маркграф Хайнрих I от Майсен († 1103) от род Ветини.

## Деца
С Гертруда той има три деца:
- Ото III фон Нортхайм (1086/88–1117)
- Рихенза (1086/87–1141), наследничка на Брауншвайг-Нортхайм, ∞ 1100 г. за бъдещия император Лотар III (Суплинбурги)
- Гертруда (1090–пр. 1165), наследничка на Бентхайм и Рейнек, ∞ 1.) граф Зигфрид I (Ваймар-Орламюнде) и 2.) 1115 г. Ото I фон Салм, пфалцграф при Рейн.